# Рууд Гулит
Рууд Гулит (на нидерландски: Ruud Gullit, правилен правопис от нидерландски Рюд Хюлит) е холандски футболист и треньор. Роден е на 1 септември 1962 г. в Амстердам. Той е една от футболните звезди на 80-те и 90-те години на XX век. Печели наградата Златна топка през 1987 и е обявен за Играч на годината в света през 1987 и 1989 г.  

## Кариера
Кариерата му започва в ХФК Хаарлем преди да се премести в ротердамския Фейенорд и след това ПСВ Айндховен. Силвио Берлускони го привлича в Италия като плаща тогава рекордните 6 милиона лири за него. Гулит играе в Милан заедно със звезди от ранга на Марко ван Бастен, Франк Рийкард, Паоло Малдини и Франко Барези. Гулит печели с Милан три титли на Серия А и две Купи на европейските шампиони през 1989 и 1990 г.
Сред най-забележителните качества на Гулит като футболист са отскокът му и играта с глава, които допълват перфектното му чувство за изграждане на атаки. Заради това се счита, че Гулит има основна роля в извеждането на Нидерландия до единствения им голям трофей в историята: спечелването през 1988 г. на Европейско първенство.
Като треньор Рууд Гулит е водил ФК Челси, Нюкасъл Юнайтед и Фейенорд.

## Личен живот
Женен е три пъти като от всеки свой брак има по две деца (общо четири дъщери и двама сина).